# Монстър Хай: Момичетата са върхът
Монстър Хай: Момичетата са върхът е американски компютърно-анимационен филм от 2012 година на студио Mattel studios. Базиран е върху анимационния сериал Монстър Хай. В САЩ премиерата на филма е на DVD на 9 октомври 2012 година.

## Сюжет
Хелоуин наближава. На този ден чудовищата винаги се скриват от хората и внимават, да не бъдат заловени. Франки Щайн и приятелите ѝ откриват, че навремето чудовищата и хората са били приятели.

## Герои
- Франки Щайн – дъщеря на чудовището на Франкенщайн.
- Дракулора – дъщеря на граф Дракула.
- Клодийн Уолф – 15-годишно момиче върколак. Не обича срещите.
- Клео де Нил – момиче мумия. Най-популярното момиче в училището.
- Рамзес де Нил – бащата на Клео.
- Лилит ван Хелскрийм – племенница на прочут ловец на чудовища, желаеща да натопи чудовищата.
- Клеър – момиче, което учи в човешкото училище.

## В България
Филмът е пуснат на диск с БГ Аудио от Андарта Студио. Екипът се състои от:
| Роля               | Изпълнител                                                 |
| ------------------ | ---------------------------------------------------------- |
| Преводач           | Елена Златева                                              |
| Тонрежисьор        | Детелина Ралчевска                                         |
| Озвучаващи артисти | Даниела Горанова Яна Огнянова Здравко Димитров Цанко Тасев |